# Leavittsburg
Leavittsburg és una concentració de població designada pel cens dels Estats Units a l'estat d'Ohio. Segons el cens del 2000 tenia 2.200 habitants.

## Demografia
Segons el cens del 2000, Leavittsburg tenia 2.200 habitants, 811 habitatges, i 606 famílies. La densitat de població era de 508,6 habitants per km².
Dels 811 habitatges en un 32,2% hi vivien nens de menys de 18 anys, en un 58% hi vivien parelles casades, en un 12,2% dones solteres, i en un 25,2% no eren unitats familiars. En el 21,2% dels habitatges hi vivien persones soles el 9,5% de les quals corresponia a persones de 65 anys o més que vivien soles. El nombre mitjà de persones vivint en cada habitatge era de 2,71 i el nombre mitjà de persones que vivien en cada família era de 3,14.
Per edats la població es repartia de la següent manera: un 26,4% tenia menys de 18 anys, un 8% entre 18 i 24, un 28,3% entre 25 i 44, un 25,3% de 45 a 60 i un 12% 65 anys o més.
L'edat mediana era de 37 anys. Per cada 100 dones de 18 o més anys hi havia 97,8 homes.
La renda mediana per habitatge era de 37.031 $ i la renda mediana per família de 42.150 $. Els homes tenien una renda mediana de 31.250 $ mentre que les dones 21.472 $. La renda per capita de la població era de 16.572 $. Aproximadament el 8,4% de les famílies i el 8,9% de la població estaven per davall del llindar de pobresa.

## Poblacions més properes
El següent diagrama mostra les poblacions més properes.